# プラトン (クレーター)
プラトン (Plato) は、月の表側にある巨大なクレーターであり、雨の海の北東の沿岸に位置する。ソクラテスの弟子で、地球は惑星と恒星に取り巻かれた球体であると考えた古代ギリシアの有名な哲学者、プラトンにちなんで名づけられた。
プラトンはアルプス山脈の西端に位置し、岩だらけの荒れた地形に周囲を囲まれている。プラトンのすぐ南には雨の海が、プラトンの北には氷の海が広がっており、プラトンの南方、雨の海の上にはテネリッフェ山脈がそびえている。プラトンの北東にはプラトン峡谷と呼ばれる複数の深い谷が走っており、プラトンとアルプス山脈とを隔てている。
プラトンは約30億年前に形成された壁平原であり、雨の海よりも若いクレーターである。プラトンの周壁は不規則な形状をしており、プラトンの底面から最高で2キロメートルの高さがある。プラトンは高い周壁を持っているため、太陽が低い位置にあるときにはプラトンの底面のほとんどが周壁の陰に隠れてしまう。周壁の内側は過度な急斜面であり、西側の周壁の一部は三角形状に崩落している。プラトンの周壁はきれいな円形をしているが、高緯度に位置するため、地球から観察すると東西方向に長い楕円形に見える。
プラトンの底面は滑らかであり、中心丘は存在しない。底面のアルベドは、他のクレーターよりも低く、周囲に比べて暗い色をしている。底面に目立ったクレーターは存在せず、微小クレーターがわずかに散在している程度である。

## 従属クレーター
プラトンのごく近くにある小さな無名のクレーターについては、アルファベットを付加することによって識別される。
| 名称 | 月面緯度     | 月面経度     | 直径  |
| ---- | ------------ | ------------ | ----- |
| A    | 北緯 53.0 度 | 西経 13.7 度 | 22 km |
| B    | 北緯 53.0 度 | 西経 17.2 度 | 13 km |
| C    | 北緯 53.2 度 | 西経 19.4 度 | 10 km |
| D    | 北緯 49.6 度 | 西経 14.5 度 | 10 km |
| E    | 北緯 49.7 度 | 西経 16.2 度 | 7 km  |
| F    | 北緯 51.7 度 | 西経 17.4 度 | 7 km  |
| G    | 北緯 52.1 度 | 西経 6.3 度  | 8 km  |
| H    | 北緯 55.1 度 | 西経 2.0 度  | 11 km |
| J    | 北緯 49.0 度 | 西経 4.6 度  | 8 km  |
| K    | 北緯 46.8 度 | 西経 3.3 度  | 6 km  |
| KA   | 北緯 46.8 度 | 西経 3.6 度  | 6 km  |
| L    | 北緯 51.6 度 | 西経 4.3 度  | 10 km |
| M    | 北緯 53.1 度 | 西経 15.4 度 | 8 km  |
| O    | 北緯 52.3 度 | 西経 15.4 度 | 9 km  |
| P    | 北緯 51.5 度 | 西経 15.2 度 | 8 km  |
| Q    | 北緯 54.5 度 | 西経 4.8 度  | 8 km  |
| R    | 北緯 53.8 度 | 西経 18.3 度 | 6 km  |
| S    | 北緯 53.8 度 | 西経 14.9 度 | 6 km  |
| T    | 北緯 54.5 度 | 西経 11.2 度 | 8 km  |
| U    | 北緯 49.6 度 | 西経 7.4 度  | 6 km  |
| V    | 北緯 55.8 度 | 西経 7.4 度  | 6 km  |
| W    | 北緯 57.2 度 | 西経 17.8 度 | 4 km  |
| X    | 北緯 50.1 度 | 西経 13.8 度 | 5 km  |
| Y    | 北緯 53.1 度 | 西経 16.3 度 | 10 km |